# 費爾菲爾德 (明尼蘇達州)
費爾菲爾德（英語：Fairfield）是位於美國明尼蘇達州斯威夫特縣的一個非建制地區。

## 地理
費爾菲爾德所處的海拔為高於海平面339米（即1112英呎），而該地所採用的時區為UTC-6，即北美中部時區（CST）。同時該地設有夏令時間，為UTC-6調快一小時，即UTC-5（CDT）。